# Micro Application
Micro Application est une maison d'édition française créée en 1981, spécialisée dans l'informatique (logiciels et manuels), à une époque où l'usage de la micro-informatique se développe dans le grand public.

## Historique
Dès sa création en 1981 par Philippe Olivier (né en 1954), Serge Alexandre, et Jean-Jacques Becque, trois anciens représentants de la société Commodore, Micro Application choisit de s'intéresser à l'informatique grand public. Pendant ses deux premières décennies d'existence, Micro Application est notamment associée en tant que traducteur et adaptateur à l'éditeur allemand Data Becker (Düsseldorf) dont elle traduit les logiciels de bureautique (Textomat, Datamat, Calcomat) ou de développement (GFA Basic) ainsi que les manuels, consacrés aux nombreuses plates-formes informatiques de l'époque : Commodore, Atari, Amstrad, IBM,.
Au milieu des années 1990, Micro Application se tourne vers le grand public en diffusant des CD-ROM et des DVD-ROM pédagogiques (code de la route, langues), pratiques (atlas routiers, aménagement intérieur, architecture professionnelle) ou tournés vers les loisirs (vidéo numérique, photo numérique, organisation de mariage, cocktails, etc.). Profitant de sa diffusion dans les points de vente tels que les hypermarchés, Micro Application ajoute à son catalogue des jeux vidéo pour systèmes Windows et Macintosh (une dizaine de titres de la série Nancy Drew, la série RHEM, Qui a croqué la Lune ? 1 et 2, Victi: Blood Bitterness, eXperience 112, Captain Morgane et la Tortue d'or, etc.), des cartouches d'encres, des gammes de papiers créatifs et des câbles informatiques. Des efforts sont tentés pour s'étendre vers le marché des PME.
Au moment des revers internationaux de Data Becker (qui fermera en 2014), Micro Application se rapproche d'EPF Partners en 2007, puis est rachetée par Avanquest Software en 2010 qui s'engage à maintenir la marque : Micro Application emploie à cette époque 70 salariés et affiche un chiffre d'affaires de 20 millions d'euros ; Philippe Olivier reste le dirigeant de la marque et conserve 7 % du capital,. 
En septembre 2023, après le retrait de Philippe Olivier, son fondateur, Micro Application redevient une entreprise indépendante ; la marque est rachetée par deux salariés d'Avanquest Software.